# Jamón, jamón
Jamón, jamón é um filme espanhol de 1992, dirigido por Bigas Luna.

## Sinopse
Primeiro filme da atriz espanhola Penélope Cruz. Ela tinha dezoito anos na época. José Luís (Jordi Mollà) trabalha na fábrica de roupas íntimas masculinas comandada por seus pais. Sua namorada, Sílvia (Penélope Cruz) vive com a mãe (Anna Galiena), que foi prostituta. Juntas, administram, com dificuldade, um pequeno restaurante. Por isso, o relacionamento dos dois é rejeitado pelos pais do rapaz, principalmente pela mãe dele (Stefania Sandrelli). O pai não está nem aí, verdadeiramente. Quando Sílvia engravida de José Luís, o casamento parece ser a única saída possível, para corrigir a situação. Porém, a mãe de José Luís, decidida, a todo custo, a evitar o enlace, contrata o sedutor Raul (Javier Bardem, o futuro marido de Penélope Cruz), um modelo de cuecas da empresa e entusiasta de tourada, para seduzi-la. O plano é bem-sucedido. Ao contrário de José Luís, que é um rapaz indeciso e emocionalmente instável, deixando Sílvia insegura quanto à situação deles, Raul é um "bon-vivant" arrojado e audaz, o que cativa a moça. A princípio, ele só queria conquistar Sílvia para receber o dinheiro e o carro prometidos pela mãe do José Luís. Mas, depois, ele se apaixona por Sílvia, no decorrer de seu assédio a ela. O que Raul não esperava é que a mãe do namorado da garota caísse de paixão por ele também. Há uma série de confusões, que resulta na morte do José Luís causada pelo Raul, quando o primeiro, já sabendo do caso de Sílvia com o modelo, pega a sua mãe em circunstância libidinosa com ele. O filme  acaba, assim, com todos esses personagens, incluindo o pai do rapaz morto, lamentando, com grande pesar, o desfecho fúnebre da história.

## Elenco principal
- Stefania Sandrelli ... mãe prostituta
- Anna Galiena... prostituta mãe
- Juan Diego... o pai
- Penélope Cruz... Silvia, a filha da prostituta
- Javier Bardem ... Raúl
- Jordi Mollà ... José Luis
- Tomás Martín... José Gabrieles (Tomás Penco)
- Armando del Río...
- Diana Sassen... amiga de Silvia
- Chema Mazo... pai de Silvia
- Isabel de Castro Oros... irmã de Silvia
- Nazaret Callao... irmã de Silvia

## Prêmios e indicações
Festival de Veneza (1993)
- Vencedor do Leão de Prata na categoria Melhor filme

Prêmio Goya (1993)
- Indicado nas categorias:

Melhor diretor
Melhor filme
Melhor ator (Javier Bardem)
Melhor atriz (Penélope Cruz)
Melhor roteiro
Melhor som